# Оверчук Олексій Мефодійович
Олексій Мефодійович Оверчук (9 березня 1924, Скибин — †8 травня 2007, Москва) — радянський військовий діяч, генерал-полковник.

## Біографія
Олексій Мефодійович Оверчук народився 9 березня 1924 року в селі Скибин (нині — Жашківського району, Черкаської області) в селянській родині.
Призваний до Червоної Армії в 1942 році. На фронті рядовий Оверчук — з березня 1943 року. Воював на Центральному, 1-му Білоруському та 2-му Білоруському фронтах.
В червні-липні 1944 року — курсант армійських курсів молодших лейтенантів 65-ї Армії. З липня 1944 року по жовтень 1945 року — комсорг 203-го артилерійського полку, 15-ї стрілецької дивізії. Після закінчення Другої світової війни Олексій Оверчук був ад'ютантом маршала К. К. Рокоссовського.
В 1957 році закінчив Військово-політичну академію. Після її закінчення займав ряд посад у Збройних Силах СРСР, являючись начальником політичних органів з'єднань, армії, начальником політичного управління Закавказького Військового Округу, начальником політичного відділу Військової академії імені Фрунзе.
Звільнений у запас в 1986 році.
Помер 8 травня 2007 році в Москві. Похований на Троєкурівському цвинтарі.

## Нагороди
- Орден Жовтневої Революції;
- Орден Вітчизняної війни 1-го ступеню;
- Орден Вітчизняної війни 2-го ступеню;
- 4 Ордени Червоної Зірки;
- Орден «За службу Батьківщині у Збройних Силах СРСР» 3-го ступеню;
- Медаль «За відвагу»;
- Медаль «За бойові заслуги».